# Echidnophaga murina
Echidnophaga murina är en loppart som först beskrevs av Tiraboschi 1903.  Echidnophaga murina ingår i släktet Echidnophaga och familjen husloppor. Inga underarter finns listade i Catalogue of Life.